# Jubileusz UEFA
Jubileusz UEFA – ceremonia piłkarska zorganizowana w 2004 roku z okazji 50. rocznicy istnienia UEFA. Każda z federacji członkowskich poproszona była o wybór najwybitniejszego piłkarza w swoim kraju ostatnich 50 lat (1954–2003). Lista nagrodzonych piłkarzy została ogłoszona w dniu 29 listopada 2003 roku w siedzibie UEFA, w Nyonie.

## Laureaci
- Albania – Panajot Pano
- Andora – Koldo Álvarez
- Anglia – Bobby Moore
- Armenia – Choren Oganesjan
- Austria – Herbert Prohaska
- Azerbejdżan – Anatolij Baniszewski
- Belgia – Paul Van Himst
- Białoruś – Siarhiej Alejnikau
- Bośnia i Hercegowina – Safet Sušić
- Bułgaria – Christo Stoiczkow
- Chorwacja – Davor Šuker
- Cypr – Sotiris Kaiafas
- Czechy – Josef Masopust
- Dania – Michael Laudrup
- Estonia – Mart Poom
- Finlandia – Jari Litmanen
- Francja – Just Fontaine
- Grecja – Wasilis Chadzipanajis
- Gruzja – Murtaz Churcilawa
- Hiszpania – Alfredo Di Stéfano
- Holandia – Johan Cruijff
- Irlandia – Johnny Giles
- Irlandia Północna – George Best[1]
- Islandia – Ásgeir Sigurvinsson
- Izrael – Mordechaj Spiegler
- Kazachstan – Siergiej Kwoczkin[1]
- Liechtenstein – Rainer Hasler
- Litwa – Arminas Narbekovas
- Luksemburg – Louis Pilot
- Łotwa – Aleksandrs Starkovs
- Macedonia Północna – Darko Panczew
- Malta – Carmel Busuttil
- Mołdawia – Pavel Cebanu
- Niemcy – Fritz Walter
- Norwegia – Rune Bratseth
- Polska – Włodzimierz Lubański
- Portugalia – Eusébio
- Rosja – Lew Jaszyn
- Rumunia – Gheorghe Hagi
- San Marino – Massimo Bonini
- Serbia i Czarnogóra – Dragan Džajić
- Słowacja – Ján Popluhár
- Słowenia – Branko Oblak
- Szkocja – Denis Law
- Szwajcaria – Stéphane Chapuisat
- Szwecja – Henrik Larsson
- Turcja – Hakan Şükür
- Ukraina – Ołeh Błochin
- Walia – John Charles
- Węgry – Ferenc Puskás
- Włochy – Dino Zoff
- Wyspy Owcze – Abraham Løkin